# Бентос
Бентос (од грч. benthos — „дубина”) је еколошка група организама, која све своје животне активности остварује на дну водених екосистема. Они чине животне заједнице речног, језерског или морског дна, јер су везани за подлогу или се крећу по дну. Пошто се бентос мора и океана простире на великим површинама и има посебне карактеристике животних заједница, сматра се акватичним биомом.

## Типови бентоса
У зависности од природе бентосних организама, говори се о фитобентосу (алге и копнене биљке становници дна) и зообентосу (животиње становници дна).
Према величини организама, бентос се може делити на:
- макробентос, величине веће од 1
- мејобентос, величине измећу 32  и 1
- микробентос, величине испод 32

Према станишту, бентос делимо на
- епибентос, организме које живе на седименту дна (подлози), и
- хипербентос, организме који живе непосредно изнад седимента.